# Pierre Joseph Wincqz
Pierre-Joseph Wincqz, de son nom complet Pierre Philippe Joseph Wincqz, né à Soignies le 24 octobre 1811 et mort à Soignies le 3 avril 1877, est un maître de carrière et homme politique belge. Il fut bourgmestre de cette ville de 1852 à 1877, conseiller provincial du Hainaut, puis élu sénateur en 1857.

## Éléments biographiques

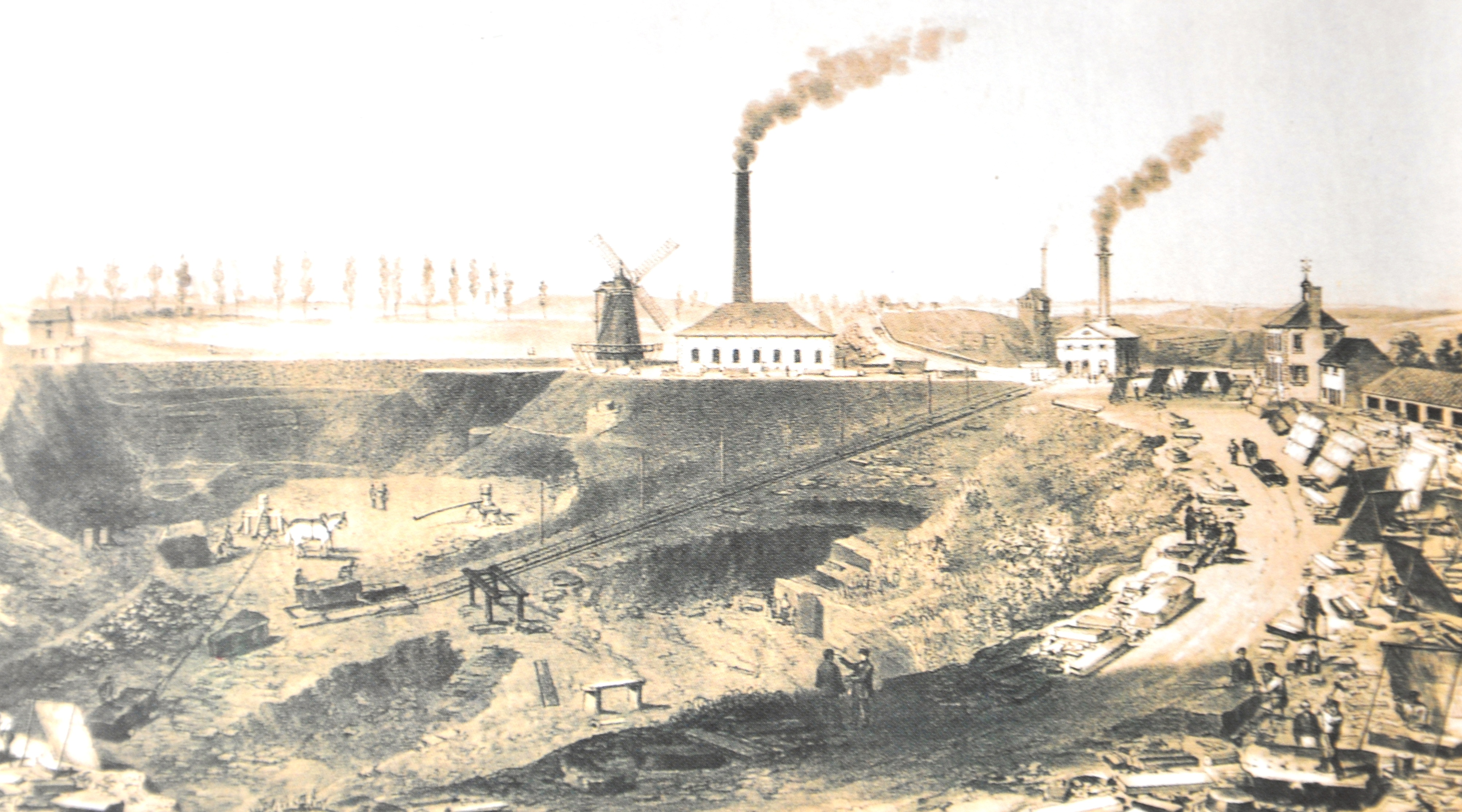
La Carrière de P. J. Wincqz
Lithographie de Canelle, 1854

La famille Wincqz est originaire de Feluy. Lorsque Pierre-Joseph naît, à Soignies, le 24 octobre 1811, sa famille y est installée depuis plus de 90 ans. Le 29 mai 1839, il épouse Marie Antoinette Van Mierlo (née à Huy, le 29 décembre 1821 et décédée le 6 janvier 1901). Le couple aura 14 enfants. En 1841, il est élu conseiller communal de la ville de Soignies. En 1843, il est échevin et sera élu conseiller provincial du Hainaut en 1848. Le 7 septembre 1852, il est élu bourgmestre, il le restera jusqu'à sa mort. Le 28 janvier 1857, il est élu au sénat. Le 22 juin 1864, il est nommé par le Roi membre de la chambre de commerce de l'arrondissement de Mons. En tant que sénateur et industriel de la pierre, il sera un ardent promoteur du développement du réseau ferroviaire belge. L'instruction obligatoire sera également une de ses préoccupations. En 1854, il sera à l'origine de la création d'une école de dessin et de modelage à Soignies (elle deviendra plus tard l'école industrielle). Pierre-Joseph Wincqz était un libéral, franc-maçon (il appartenait à la loge de la Concorde de Mons). Il s'opposa vivement au clergé lors de l'ouverture de l'école communale des filles en 1876 qu'il entendait promouvoir.
Pierre-Joseph Wincqz participa au développement de l'exploitation familiale (la  Grande carrière Wincqz) et du quartier "des carrières" à Soignies. On lui doit l'installation d'un nouvel hôtel de ville, d'une école moyenne (1873) et la construction d'une école primaire communale, à l'aide de l'architecte Henri Beyaert.
Décédé en 1877, une souscription fut rapidement ouverte pour lui édifier une statue. Elle sera inaugurée en 1880. Elle se trouvait alors devant l'hôtel de Ville de Soignies (place du millénaire). Lors de la destruction de l'Hôtel de Ville, en 1956, elle fut déplacée à la croisée des rues P.-J. Wincqz et Billaumont. Grégoire Wincqz (1847-1915), son fils, reprendra l'écharpe maïorale à sa suite.

## Hommages
- Une statue le montrant en pied est inaugurée à Soignies en 1880. Jadis située devant l'ancien hôtel de ville, elle fut déplacée par la suite à l'entrée de la rue qui porte son nom: rue Pierre-Joseph Wincqz.

## Sources
- Nouvelle biographie nationale de Belgique, Tome 3, 1994